# Göstar Klingelhöfer
Göstar Klingelhöfer (* 2. Oktober 1956; † 8. Januar 2019) war ein deutscher Physiker und international anerkannter Experte für Mößbauerspektroskopie. Klingelhöfer war Mitarbeiter der NASA und der ESA. Er war im Rahmen seiner Tätigkeit an der Johannes Gutenberg-Universität Mainz an der Entwicklung des Miniatur Mößbauerspektrometers MIMOS II beteiligt, welches auf den Mars-Rovern Spirit und Opportunity angebracht ist. Durch die Messungen konnten so Hinweise auf frühe Wasservorkommen auf dem Mars gefunden werden. An der JGU Mainz entwickelte er zusammen mit dem Max-Planck-Institut für Chemie das Alpha-Röntgen-Spektrometer (APXS), welches in der ESA Mission der Kometensonde Rosetta zum Kometen Tschurjumow-Gerassimenko zum Einsatz kam.

## Auszeichnungen
- 2005: Eugen-Sänger-Medaille der Deutsche Gesellschaft für Luft- und Raumfahrt.[15]
- 2006: IBAME-Award, International Board on the Applications of the Mössbauer Effect.[16]
- 2007: Helmholtz-Preis für Meterologie.[2][17]

## Publikationen (Auswahl)
In Science:
- Identification of Carbonate-Rich Outcrops on Mars by the Spirit Rover.[18]
- Basaltic Rocks Analyzed by the Spirit Rover in Gusev Crater.[19]

In Nature:
- Water alteration of rocks and soils on Mars at the Spirit rover site in Gusev crater.[20]
- Indication of drier periods on Mars from the chemistry and mineralogy of atmospheric dust.[21]
- An integrated view of the chemistry and mineralogy of martian soils.[22]

Sonstige Journale:
- Athena Mars rover science investigation.[23]

- Nature and origin of the hematite-bearing plains of Terra Meridiani based on analyses of orbital and Mars Exploration rover data sets.[24]
- In situ Mössbauer spectroscopy: Evidence for green rust (fougerite) in a gleysol and its mineralogical transformations with time and depth.[25]